# 中川村 (山形県東置賜郡)
中川村（なかがわむら）は山形県東置賜郡にあった村。現在の南陽市東端、奥羽本線沿線および上山市中山にあたる。

## 地理
- 山：秋葉山、高戸山、高ツムジ山、大洞山、鍋石山、高岡山
- 河川：最上川

## 歴史
- 1889年（明治22年）4月1日 - 町村制の施行により、小岩沢村、川樋村、元中山村、中山村の区域をもって発足。
- 1955年（昭和30年）6月10日 - 赤湯町と合併し、改めて赤湯町が発足。同日中川村廃止。
- 1957年（昭和32年）3月21日 - 赤湯町のうち旧村域の一部（大字中山）が上山市に編入。

## 交通

### 鉄道路線
- 日本国有鉄道
  - 奥羽本線
    - 中川駅 - 羽前中山駅

### 道路
- 一級国道
  - 国道13号（板谷街道）